# Extirpador
El extirpador es un instrumento agrícola apropiado sobre todo, para destruir las malezas y enterrar la semilla.

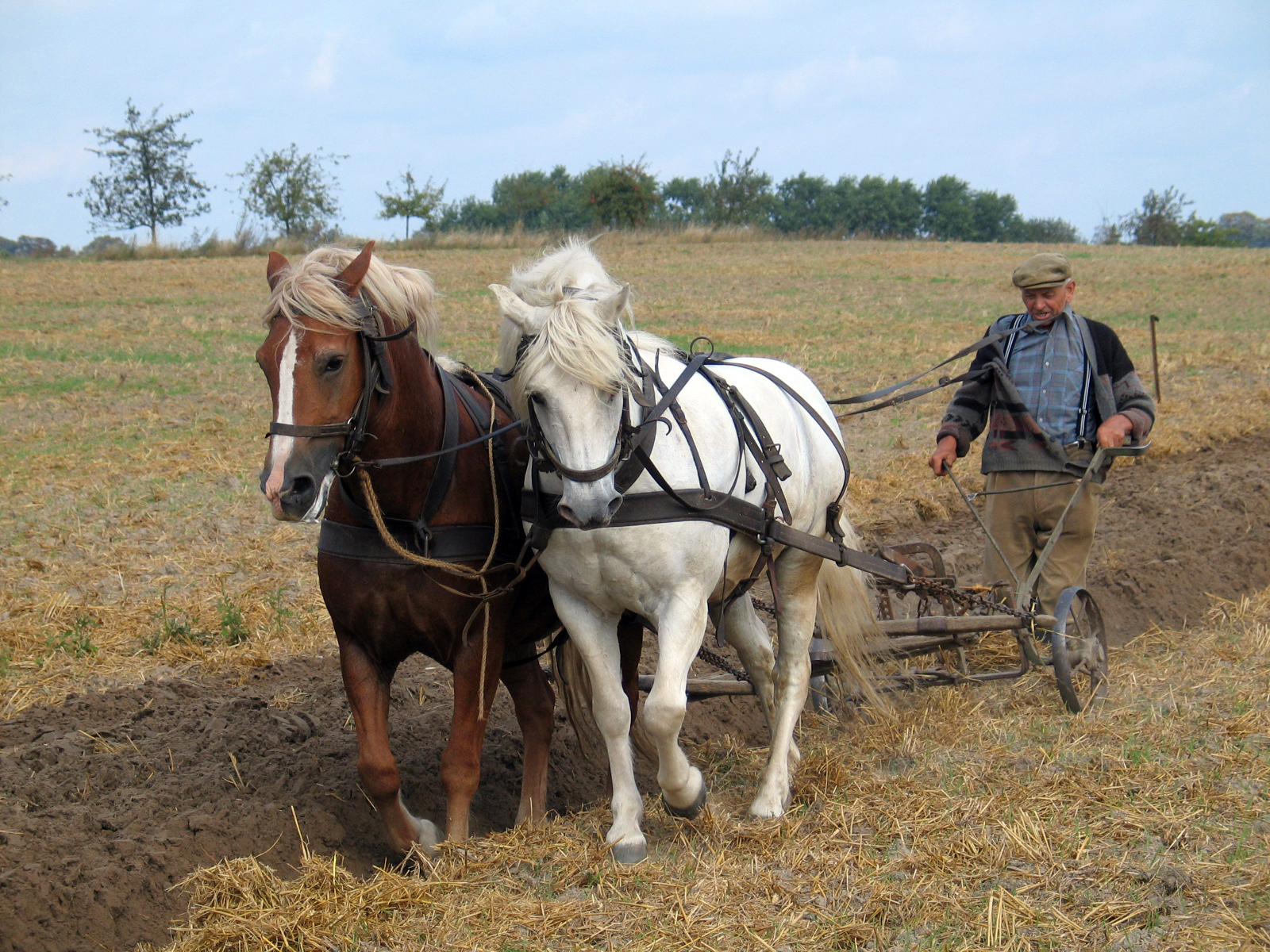
Arar

## Descripción
Consiste en un marco de madera teniendo en lugar de dientes, tres, cinco o siete rejas de hierro acerado de un pie de ancho sobre 15 pulgadas de largo sostenidas por troncos del mismo metal. Estos troncos deben ser muy fuertes para resistir los esfuerzos de dos o cuatro caballos o el tractor que se ata al extirpador. 
Tienen casi la forma de una reja de arado y para darles más solidez se les inclina y se les encorva hacia adelante. Algunas veces también se les ahorquilla abajo. El extirpador no puede funcionar en las tierras que no han sido removidas excepto en las que están por desmontar inmediatamente después de la siega en que produce muy buenos resultados pero para la segunda o tercera labor puede reemplazar al arado y hacer tres o cuatro veces tanta más tarea.